# Seznam rektorů Univerzity Komenského v Bratislavě
Toto je seznam rektorů Univerzity Komenského v Bratislavě (včetně rektorů Slovenské univerzity v letech 1940–1954):
1. Kristián Hynek (1919–1921)
2. Augustín Ráth (1921–1922)
3. Josef Hanuš (1922–1923)
4. Stanislav Kostlivý (1923–1924)
5. Karel Laštovka (1924–1925)
6. Miloš Weingart (1925–1926)
7. Otakar Sommer (1926–1927)
8. Jiří Brdlík (1927–1928)
9. Albert Pražák (1928–1929)
10. Kristián Hynek (1929–1930)
11. Albert Milota (1930–1931)
12. Dobroslav Orel (1931–1932)
13. Viktor Reinsberg (1932–1933)
14. Bohuš Tomsa (1933–1934)
15. Antonín Kolář (1934–1935)
16. Bohuslav Polák (1935–1936)
17. Vratislav Bušek (1936–1937)
18. Václav Chaloupecký (1937–1938)
19. Ján Lukeš (1938–1939)
20. Alojz Ján Chura (1939)
21. Michal Šeliga (1939)
22. Vojtech Tuka (1939–1942)
23. Emanuel Filo (1942–1944)
24. František Valentin (1944–1945)
25. Daniel Rapant (1945)
26. Anton Štefánek (1945–1946)
27. Karel Kizlink (1946–1947)
28. František Nábělek (1947–1948)
29. Anton Gala (1948–1949)
30. Karol Rebro (1949–1950)
31. Igor Hrušovský (1950–1953)
32. Andrej Sirácky (1953–1956)
33. Július Šefránek (1956–1959)
34. Michal Topoľský (1959–1962)
35. Vojtech Filkorn (1962–1966)
36. Bohuslav Cambel (1966–1969)
37. Emil Huraj (1969–1976)
38. Ján Kvasnička (1976–1985)
39. Ladislav Melioris (1985–1989)
40. Miroslav Kusý (1990–1991)
41. Juraj Švec (1991–1997)
42. Ferdinand Devínsky (1997–2003)
43. František Gahér (2003–2011)
44. Karol Mičieta (2011–2019)
45. Marek Števček (od 2019)